# Psilotrichum spicatum
Psilotrichum spicatum är en amarantväxtart som först beskrevs av Karl Suessenguth, och fick sitt nu gällande namn av Alberto Judice Leote Cavaco. Psilotrichum spicatum ingår i släktet Psilotrichum och familjen amarantväxter. Inga underarter finns listade i Catalogue of Life.